# IPP Trophy 1999
L'IPP Trophy 1999 è stato un torneo di tennis facente parte della categoria ATP Challenger Series nell'ambito dell'ATP Challenger Series 1999. Il torneo si è giocato a Ginevra in Svizzera dal 23 agosto 1999 su campi in terra rossa.

## Vincitori

### Singolare
Michel Kratochvil ha battuto in finale  Orlin Stanojčev con il punteggio di 6–0, 6–1

### Doppio
Emilio Benfele Álvarez /  Álex López Morón hanno battuto in finale  Paul Hanley /  Nathan Healey con il punteggio di 7–5, 6–3